# Міжнародний кінофестиваль у Сан-Себастьяні

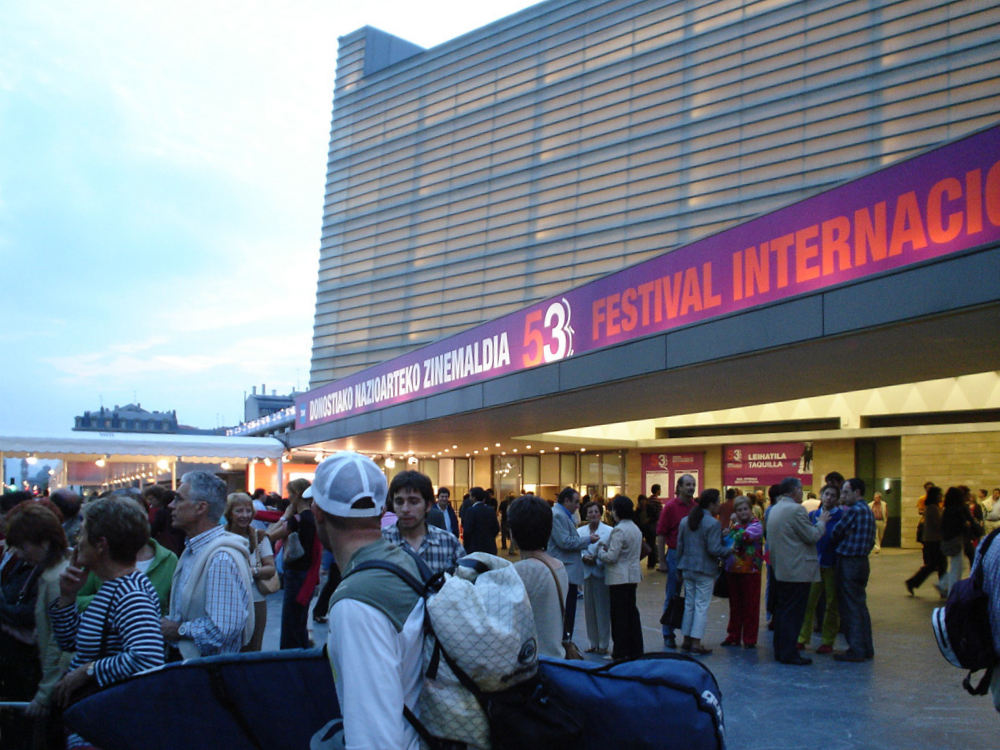
Глядачі перед Палацом конгресів і Аудиторією Курсаль під час 53-го кінофестивалю в Сан-Себастьяні

Міжнародний кінофестиваль у Сан-Себастьяні (ісп. Festival Internacional de Cine de Donostia-San Sebastián) — щорічний міжнародний кінофестиваль, з 21 вересня 1953 року проводиться в Іспанії у місті Сан-Себастьян (ісп. Donostia-San Sebastián).
За своєю важливістю по суті є однією з найбільших культурних подій для Іспанії.
- Вищі нагороди фестивалю — «Золота мушля»[es] і «Срібна мушля».
- Щорічно на фестивалі проходить вручення почесної нагороди — «Доностія» за внесок в кінематограф (Donostia Lifetime Achievement Award).
- З 2000 року започатковано премію «Себастьян» — приз за фільми, які найкраще зображають цінності і реалії ЛГБТ-спільноти: лесбійок, геїв, транссексуалів і бісексуалів.

На кінофестивалі відбулися європейські прем'єри: «Зоряні війни», «Бетмен» (Тіма Бертона), «Легенда Зорро» (з Антоніо Бандерасом).
А також світова прем'єра кінофільму Вуді Аллена «Мелінда і Мелінда» в 2004 році.
«Золота доба» фестивалю припала на 1970-і роки, коли тут відкривали таких режисерів, як Френсіс Форд Коппола та Терренс Малік. У 1976–1979 роках на фестивалі тричі перемагали радянські стрічки — «Табір іде в небо» (1976), «Незакінчена п'єса для механічного піаніно» (1977) й «Осінній марафон» (1979).
Серед інших тріумфаторів — фільми «Двоє на дорозі» (1967), «Коліно Клер» (1971), «Дух вулика» (1973), «Пустки» (1974), «Бійцівська рибка» (1984), «Гомер та Едді» (1989 рік; режисер Андрій Кончаловський; у головних ролях Джеймс Белуші та Вупі Голдберг), «Понеділки на сонці» (2002), «У будинку» (2012) (Франсуа Озон).